# Yoshiaki Shimojo
Yoshiaki Shimojo (下條 佳明 Shimojo Yoshiaki?, nacido el 10 de mayo de 1954 en Nagano) es un exfutbolista japonés que se desempeñaba como defensa y entrenador.

## Clubes

### Como futbolista
| Club          | País  | Año         |
| ------------- | ----- | ----------- |
| Nissan Motors | Japón | 1978 - 1985 |

### Como entrenador
| Club                | País  | Año         |
| ------------------- | ----- | ----------- |
| Nissan FC Ladies    | Japón | 1992 - 1994 |
| Yokohama F. Marinos | Japón | 2001        |
| Yokohama F. Marinos | Japón | 2002        |